# System Software 5
System Software 5 – pierwsza wielozadaniowa wersja Mac OS, która mogła też jednak pracować w trybie jednozadaniowym. Jako pierwsza używała jednolitego numeru wersji (poprzednio oddzielnie numerowano System i Finder). Była dostępna jedynie przez krótki czas, tylko na niektórych rynkach.